# 丹阳街道
丹阳街道，是中华人民共和国山東省菏泽市牡丹区下辖的一个乡镇级行政单位。

## 行政区划
丹阳街道下辖以下地区：
刘庄社区、赵堂社区、李大庙社区、桑屯社区、何楼社区、耿庄社区、都庄社区、武屯社区、庞楼社区、刘庙社区、大屯社区、王庄社区、武寺社区、肖楼社区、芦庄社区、蒋庄社区、姬庄社区、马庄社区、仝庄社区、赵水洼社区、陈官庄社区、郭庄社区、张花园社区、大成庄社区、赵王李社区、桑海社区、药王庄社区、双庙陈社区、和平社区、华平社区、丹阳路社区、丹东社区和亨通园社区。